# Johnny Bravo: Date-o-Rama!
Johnny Bravo: Date-o-Rama! est un jeu vidéo sorti en 2009 sur Nintendo DS et Playstation 2. Il s'agit d'une adaptation en jeu vidéo du dessin animé Johnny Bravo, diffusé sur Cartoon Network. Le jeu est composé d'épreuves variées, et l'objectif suprême du jeu est d'obtenir un rendez-vous avec la présentatrice du jeu télévisé fictif Hukka-Mega-Mighty-Ultra-Extreme Date-O-Rama. 